# 東京ストリートサーキット
東京ストリートサーキット（とうきょうストリートサーキット、英語: Tokyo Street Circuit）は、東京都江東区有明に作られた自動車レース用の仮設サーキットである。電気自動車レースであるフォーミュラEの東京 E-Prix用のサーキットとして、東京国際展示場（東京ビッグサイト）敷地内とその周辺道路を使って建設された。

## 開催地決定の経緯
全面公道レースではなく、コースのおよそ半分が東京ビッグサイトの敷地内となったのは、観客席やピット、パドック、テレビ放映設備（国際映像のための設備）を設置するための敷地が必要だったという事情による。
開催地として、皇居周辺や浅草、秋葉原など都心部での開催や、郊外の昭和記念公園なども検討されたものの、都心の繁華街の場合、道路に面した広い土地がないため、コースに付随するそうした設備を設置できないことが難点となり、東京国際展示場周辺での開催が最適との結論に至った。

## 建設
2024年3月の第1回大会に向けたコース建設（設営）に当たり、2023年内に公道のマンホールの蓋や側溝の蓋などが取れないようにする工事などが行われた。金属メッシュ状の排水溝カバーは開口部をほとんど持たないコンクリート製のそれに置き換えられ、ボルト留めされた。
コースの敷設は、国際展示場敷地内では、東展示棟の駐車場と駐車場へのアクセス路が使用され、公道部分は、東展示棟に隣接する公道（詳細は後述）が使用された。東京国際展示場は年間スケジュールのほとんどが埋まっているほど稼働率の高い施設であるため、第1回大会の場合、コース建設のための工事は「パズルのようにスキを見て」行われた。
実際のコースは、フォーミュラEの他の大部分の開催コースと同様、専用のコンクリートウォール、ウレタンバリアを併用した可搬式デブリフェンスを設置していくことで設営された。これらは船便で日本に送り込まれた。各コーナーの縁石はコンクリート製のものが仮設された。

### 建設費
第1回大会でレーススチュワードを務めた鈴木亜久里は、この仮設コースの建設には数十億円はかかっていると述べている。
一方、設備については第1回のために作ったものを流用できることになり、2回目以降の建設コストは第1回大会よりかなり小さなものとなることが見込まれている。

### 交通規制
開催日のほか、開催前後の数日間はサーキットの設営と撤去に伴い、周辺の道路に交通規制が行われた。

## コースレイアウト

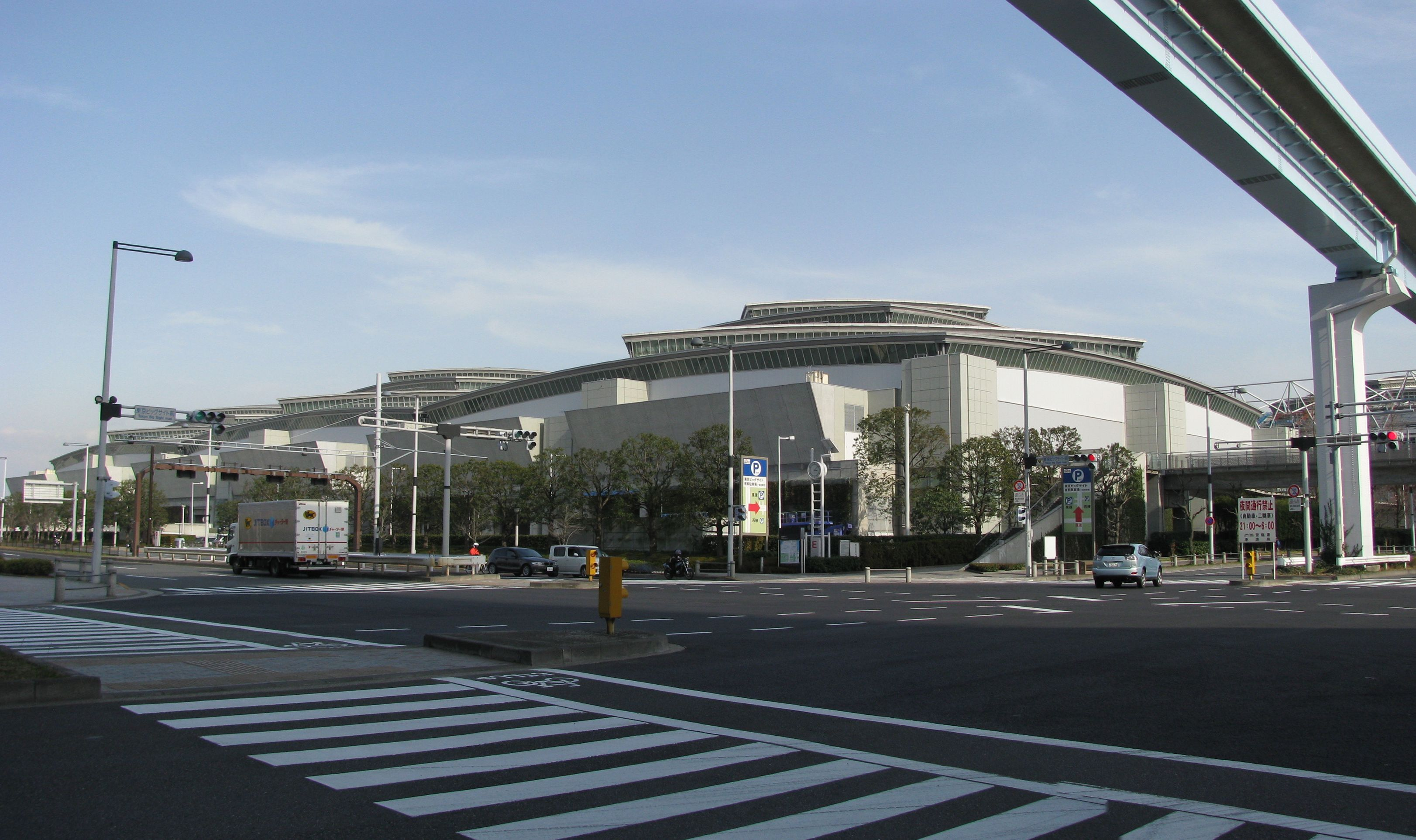
東京ビッグサイト東展示棟。東京E-Prix期間中は手前の交差点にターン10-12が設置される。

コース設計はティルケ設計事務所が担当。
コースは東京ビッグサイト東展示棟の周辺を左回りに巡るレイアウトとなる。18あるコーナーの内、ターン7から15までの9ヶ所は公道部分に存在し、残りは国際展示場の敷地（東京ビッグサイト社の私有地内）に存在する。
ホームストレート（およびピットレーン・グランドスタンド）からターン2までは東棟屋外臨時駐車場、ターン3からターン7までは東雲臨時駐車場を使用する。タイトコーナーが連続するエリアで、ターン4のヘアピン外側にアタックモードのアクティベーションゾーンが設置される。なお、ターン2からターン3にかけてはふたつの駐車場の間に高低差があり、初年度はマシンが飛び跳ねるジャンピングスポットのようになっていたが、2025年大会では緩やかな下り坂に修正された。
ターン7から先は一般道路に出て、高速右コーナーのターン9を抜け、東展示棟北側の直線区間を通過し、東京ビックサイト前交差点（ターン10 - 12）を左折。東京臨海新交通臨海線（ゆりかもめ）回送線の高架下を通り、ターン15から再び国際展示場の敷地に戻る。東展示棟南側のアクセス道路を抜け、高速左コーナーのターン16を下り、最終シケイン（ターン17 - 18）を通過し、ホームストレートに戻る。
設計時点（シケイン追加前の時点）では、1分24秒から1分25秒、最高時速は250 km程度を想定していた。

### 公道部分

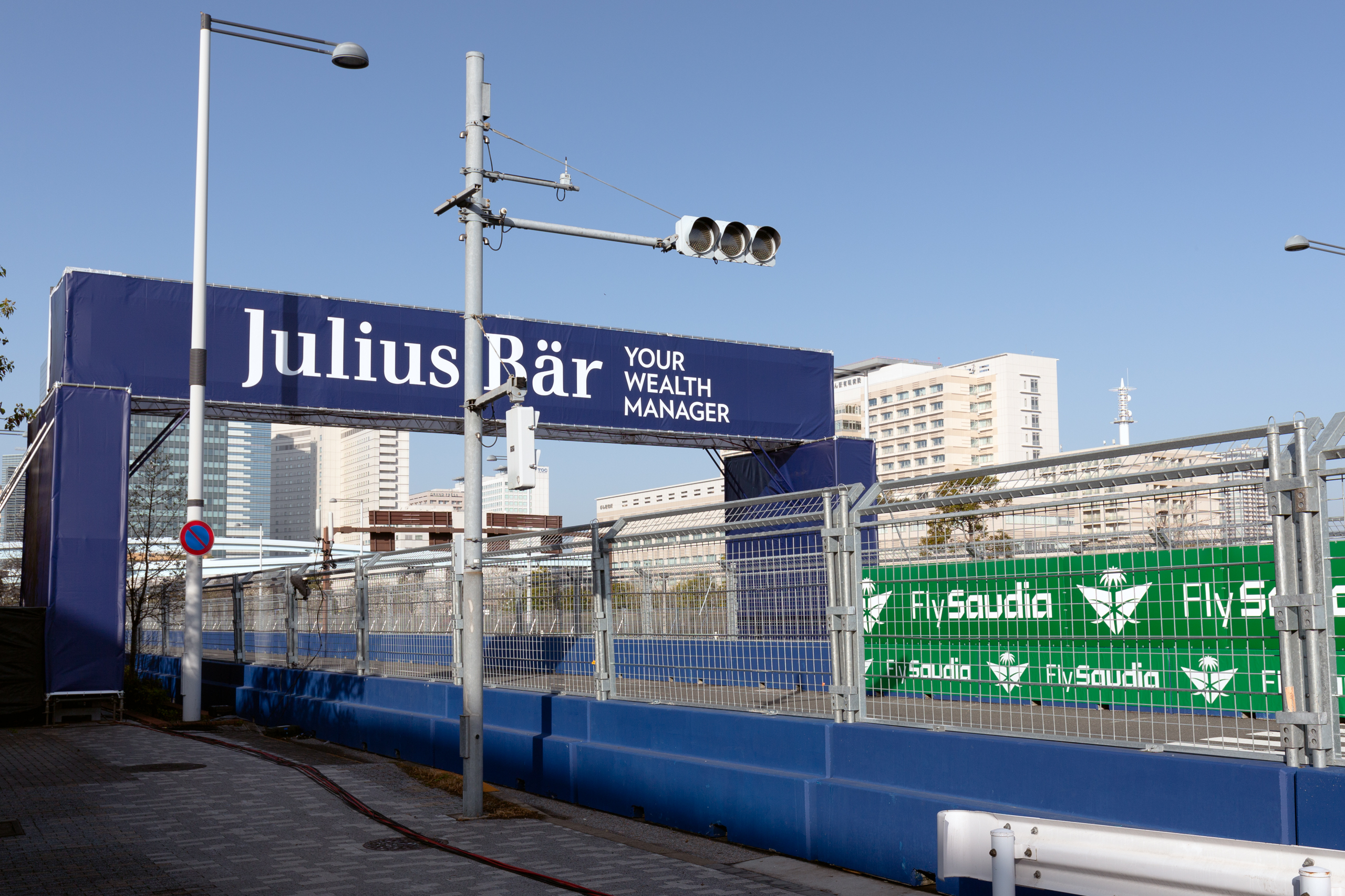
青海有明南連絡線の信号機。開催当日は消灯状態となった。

公道部分は、下記の3本の道路が使用された。
 • 港湾道路東雲線
ターン7からターン8までの短い直線。中央分離帯のない片側1車線の道路で、コースには両車線（2車線）とも使用された。
 • 港湾道路有明20号線（青海有明南連絡線）
ターン8からターン12までの区間。東雲駅方面から国際展示場正面まで伸びている道路。ターン9から10までの直線部分は東京臨海広域防災公園の南側を通過する。
ターン8からターン10まではコースでも最も高速な区間となる。ターン9途中までは片側2車線、ターン9以降は片側3車線の道路となるが、中央分離帯があるため、コースでは片側車線（3車線）のみ使用された。
東京ビッグサイト前交差点に置かれるシケイン（ターン10・ターン11）で右側車線から左側車線に移り、続く90度コーナー（ターン12）を左折すると有明南縦貫線へ接続する。
 • 有明南縦貫線
ターン12からターン15までの区間。国際展示場の西棟と東棟の間を横切っている道路。
全て片側3車線の道路で、こちらの道路も中央分離帯があるため、コースでは片側車線（3車線）のみ使用された。

## コースレイアウトの変遷
コースレイアウトは、2023年10月25日に発表された。この時点では、コース全長2.572 km、コーナー数18となることを予定していた。
第1回大会の開催が間近に迫った2024年3月21日、ターン16がシケインに変更された。この変更により、コース全長は2.585 km、コーナー数は20に変更された。
2025年の第2回大会ではターン16のシケインが廃止され、オリジナルのレイアウトが復活。コース全長2.575 km、コーナー数18となった。

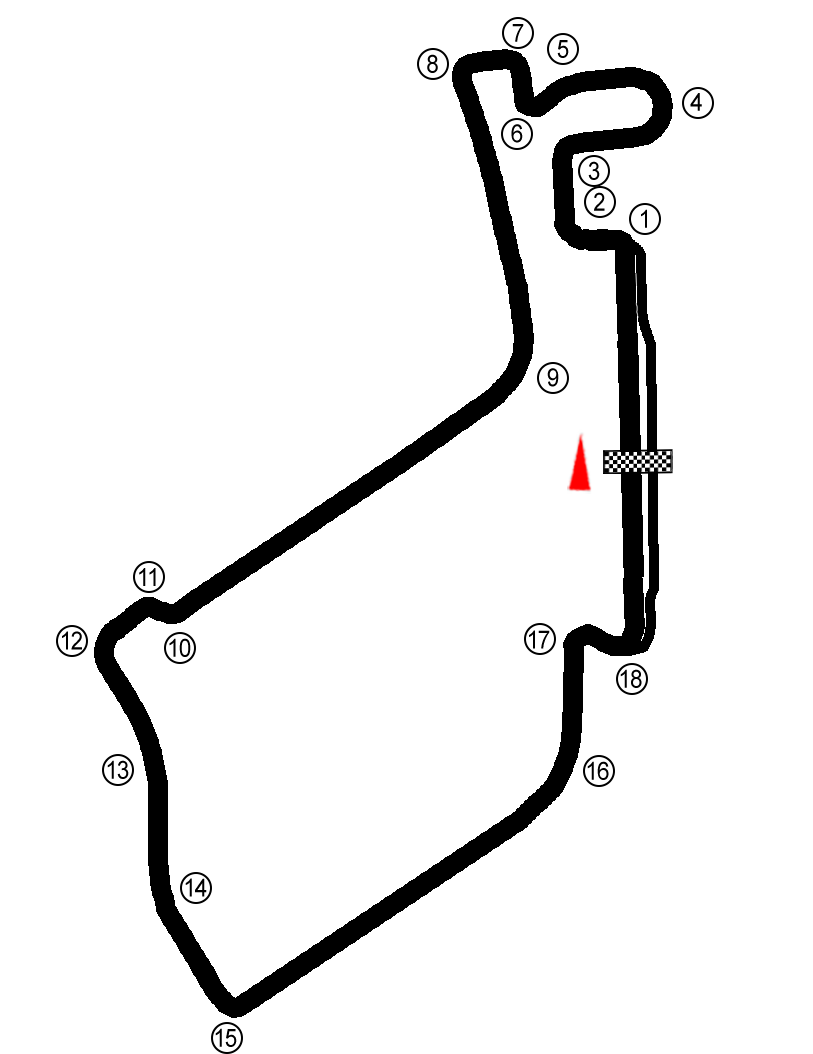
当初予定されていたレイアウト。ターン15の後は緩やかなカーブを描くターン16がある高速区間となり、シケインを経て、ターン18が最終コーナーとなる。
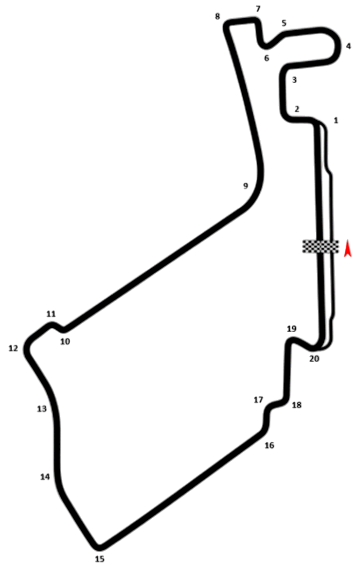
2024年の第1回大会のレイアウト。開催直前に最終区間にシケインが追加された。